# Longship-E-Klasse
Die E-Klasse ist eine aus vier Einheiten bestehende Mehrzweckschiffsklasse der niederländischen Reederei Longship.

## Geschichte
Die Schiffe wurden im Januar 2023 bestellt. Sie werden auf der türkischen Werft Atlas Tersanecilik gebaut.
Der Schiffsentwurf wurde vom niederländischen Unternehmen Ankerbeer in Zusammenarbeit mit der Reederei entwickelt.

## Beschreibung
Die Schiffe sind mit einem Hybridantrieb ausgestattet. Sie werden zunächst dieselelektrisch angetrieben. Für die Stromerzeugung stehen zwei von Yanmar-Dieselmotoren des Typs 6EY22ALWS angetriebene Generatoren zur Verfügung. Sie speisen unter anderem zwei von Elektromotoren angetriebene Propellergondeln mit Festpropeller. Die Schiffe sind mit einem mit 500 kW Leistung angetriebenen Bugstrahlruder ausgestattet. Die Antriebsanlage ist für einen späteren Umbau für die Nutzung nicht-fossiler Treibstoffe vorbereitet. Die Dieselmotoren können auf den Antrieb mit Methanol umgerüstet werden.
Die Schiffe verfügen über einen kastenförmigen Laderaum. Dieser ist 86,80 m lang, 12,60 m breit und 11,0 m hoch. Die Ladeluke ist 85,5 m lang. Der Laderaum ist mit Stapellukendeckeln verschlossen. Die Lukendeckel können mithilfe eines Lukenwagens bewegt werden. Die Schiffe können mit offenen Luken betrieben werden.
Das Deckshaus befindet sich im Bugbereich der Schiffe direkt hinter der gedeckten Back. Die relativ hohe Back und das Deckshaus dienen beim Transport von Decksladung und beim Betrieb mit offenen Luken als Schutz vor überkommendem Wasser. Weiterhin erlaubt die Position des Deckshauses vor dem Laderaum den Transport von voluminösen und insbesondere auch hohen Ladungen, ohne dass die Voraussicht von der Brücke eingeschränkt wird. Die Brücke ist über die gesamte Breite geschlossen. Zur besseren Übersicht beim Navigieren in engen Fahrwassern und beim An- und Ablegen gehen die Nocken etwas über die Schiffsbreite hinaus.
Der Rumpf der Schiffe ist eisverstärkt (Eisklasse 1B).

## Schiffe
| E-Klasse  | E-Klasse  | E-Klasse   | E-Klasse                          |
| Bauname   | Baunummer | IMO-Nummer | Kiellegung Stapellauf Ablieferung |
| --------- | --------- | ---------- | --------------------------------- |
| Longera   | 026       | 9988097    | 29. Oktober 2023 25. Juni 2024    |
| Longeon   | 027       | 9988102    | 1. März 2024 20. August 2024      |
| Longearth | 028       | 9988114    | 27. Juni 2024 14. Februar 2025    |
| Longeden  | 029       | 9988126    | 22. Februar 2022 6. März 2025     |

Die Schiffe werden unter der Flagge der Niederlande betrieben. Heimathafen ist Groningen.